# Финал Кубка Гагарина 2014
Финал Кубка Гагарина 2014 — решающая серия матчей в розыгрыше плей-офф Кубка Гагарина сезона 2013/2014 годов Континентальной хоккейной лиги. В финале встретились чемпионы Восточной и Западной конференций Металлург (Магнитогорск) и Лев (Прага). Финальная серия стартовала 18 апреля.

## Путь к финалу
| Восточная конференция |          |               |            |                               |
| Стадия                | Соперник | Соперник      | Общий счёт | Результаты игр                |
| 1/8 финала            | 8        | Адмирал       | 4 - 1      | 3:1, 5:3, 3:4ОТ, 3:2ОТ, 4:3ОТ |
| 1/4 финала            | 5        | Сибирь        | 4 - 0      | 3:2ОТ, 3:2, 2:1ОТ, 3:2        |
| 1/2 финала            | 4        | Салават Юлаев | 4 - 1      | 3:2, 3:2ОТ, 0:4, 1:0, 1:0(ОТ) |

| Западная конференция |          |           |            |                                       |
| Стадия               | Соперник | Соперник  | Общий счёт | Результаты игр                        |
| 1/8 финала           | 6        | Медвешчак | 4 - 0      | 4:3, 5:2, 5:2, 3:2                    |
| 1/4 финала           | 5        | Донбасс   | 4 - 2      | 5:2, 3:4(4ОТ), 3:2(ОТ), 1:3, 3:1, 1:0 |
| 1/2 финала           | 8        | Локомотив | 4 - 1      | 3:0, 2:1, 0:3, 3:2(ОТ), 3:2           |

## Металлург Мг —  Лев
| Команда      | Игра №1 | Игра №2 | Игра №3 | Игра №4 | Игра №5 | Игра №6 | Игра №7 | Итог |
| ------------ | ------- | ------- | ------- | ------- | ------- | ------- | ------- | ---- |
| Металлург Мг | 0       | 4       | 2       | 5       | 2       | 4       | 7       | 4    |
| Лев          | 3       | 1       | 3       | 3       | 1       | 5       | 4       | 3    |

Время начала матчей дано по Московскому времени (UTC+4).

### Игра №1
| 18 апреля 17:00 | Металлург Мг | 0:3 (0:1, 0:1, 0:1) | Лев | «Арена-Металлург», Магнитогорск Зрителей: 7500 |

| Отчёт                                    | Отчёт       | Отчёт | Отчёт     | Отчёт                                  |
| ---------------------------------------- | ----------- | --- | --------- | -------------------------------------- |
|                                          |             | |           |                                        |
|                                          | В.Кошечкин  | Вратари | П.Веханен | Судьи: Буланов Вячеслав Кулаков Сергей |
|                                          | Голы:       | |           | Судьи: Буланов Вячеслав Кулаков Сергей |
|                                          | 0:1 0:2 0:3 | 13:35 (5x4) — М.Шевц (Д.Азеведо) 24:35 — П.Врана (М.Тёрнберг, И.Секач) 58:30 (п.в.) — Д.Азеведо (П.Закриссон, И.Новотны) |           | Судьи: Буланов Вячеслав Кулаков Сергей |
|                                          |             | |           | Судьи: Буланов Вячеслав Кулаков Сергей |
|                                          |             | |           | Судьи: Буланов Вячеслав Кулаков Сергей |
|                                          |             | |           | Судьи: Буланов Вячеслав Кулаков Сергей |
| 25 (20 мин. штрафа Виктора Антипина) мин | Штраф       | 8 мин |           | Судьи: Буланов Вячеслав Кулаков Сергей |
|                                          |             | |           |                                        |
|                                          | 21          | Броски | 17        |                                        |

На 14 минуте Мартин Шевц реализовал большинство, Петр Врана удвоил преимущество на 25 минуте, а Джастин Азеведо поставил точку в матче, добив шайбу в пустые ворота на 59 минуте.
Лев лидирует в серии 1-0

### Игра №2
| 20 апреля 15:00 | Металлург Мг | 4:1 (0:0, 3:0, 1:1) | Лев | «Арена-Металлург», Магнитогорск Зрителей: 6906 |

| Отчёт | Отчёт               | Отчёт                                 | Отчёт     | Отчёт                              |
| --- | ------------------- | ------------------------------------- | --------- | ---------------------------------- |
| |                     |                                       |           |                                    |
| | В.Кошечкин          | Вратари                               | П.Веханен | Судьи: Алексей Белов Эдуард Одиньш |
| | Голы:               |                                       |           | Судьи: Алексей Белов Эдуард Одиньш |
| Б.Потехин (С.Терещенко, М.Юньков) — 23:04 Д.Зарипов (К.Ли, С.Мозякин) — 33:19 Я.Коварж (С.Мозякин, Д.Зарипов) — (5x4) 34:54 С.Мозякин (Я.Коварж, Р.Ибрагимов) — 40:44 | 1:0 2:0 3:0 4:0 4:1 | 56:35 — Д.Азеведо (М.Мяенпяя, М.Шевц) |           | Судьи: Алексей Белов Эдуард Одиньш |
| |                     |                                       |           | Судьи: Алексей Белов Эдуард Одиньш |
| |                     |                                       |           | Судьи: Алексей Белов Эдуард Одиньш |
| |                     |                                       |           | Судьи: Алексей Белов Эдуард Одиньш |
| 14 мин | Штраф               | 49 мин                                |           | Судьи: Алексей Белов Эдуард Одиньш |
| |                     |                                       |           |                                    |
| | 24                  | Броски                                | 36        |                                    |

 Ничья в серии 1-1 

### Игра №3
| 22 апреля 21:00 | Лев | 3:2 (1:0, 0:1, 2:1) | Металлург Мг | «O2 Арена», Прага Зрителей: 16 435 |

| Отчёт | Отчёт               | Отчёт                                                                | Отчёт      | Отчёт                             |
| --- | ------------------- | -------------------------------------------------------------------- | ---------- | --------------------------------- |
| |                     |                                                                      |            |                                   |
| | П.Веханен           | Вратари                                                              | В.Кошечкин | Судьи: Юри Рённ Константин Оленин |
| | Голы:               |                                                                      |            | Судьи: Юри Рённ Константин Оленин |
| И.Секач (О.Немец, П.Врана) — 01:25 Д.Азеведо (Н.Ойстрик, М.Мяенпяя) — (5x4) 50:59 Д.Азеведо (М.Мяенпяя) — 59:36 | 1:0 1:1 2:1 2:2 3:2 | 38:57 (5x4) — С.Мозякин (Д.Зарипов) 58:42 — Ф.Паре (С.Мозякин, К.Ли) |            | Судьи: Юри Рённ Константин Оленин |
| |                     |                                                                      |            | Судьи: Юри Рённ Константин Оленин |
| |                     |                                                                      |            | Судьи: Юри Рённ Константин Оленин |
| |                     |                                                                      |            | Судьи: Юри Рённ Константин Оленин |
| 10 мин | Штраф               | 8 мин                                                                |            | Судьи: Юри Рённ Константин Оленин |
| |                     |                                                                      |            |                                   |
| | 36                  | Броски                                                               | 20         |                                   |

 Лев лидирует в серии 2-1 

### Игра №4
| 24 апреля 21:00 | Лев | 3:5 (2:2, 1:1, 0:2) | Металлург Мг | «O2 Арена», Прага Зрителей: 16 435 |

| Отчёт | Отчёт                          | Отчёт | Отчёт      | Отчёт                               |
| --- | ------------------------------ | --- | ---------- | ----------------------------------- |
| |                                | |            |                                     |
| | П.Веханен                      | Вратари | В.Кошечкин | Судьи: Роман Гофман Алексей Раводин |
| | Голы:                          | |            | Судьи: Роман Гофман Алексей Раводин |
| Д.Улльстрём (Н.Капанен) — 07:10 Д.Азеведо (П.Закриссон) — 17:13 О.Немец (Д.Азеведо, Н.Капанен) (5x4) — 26:02 | 0:1 :1 2:1 2:2 3:2 3:3 3:4 3:5 | 03:57 — Я.Хабаров (Е.Тимкин, К.Ли) 18:12 (5x4) — В.Антипин (Д.Зарипов, С.Мозякин) 34:02 — В.Антипин (С.Мозякин, Я.Коварж) 40:38 — Д.Зарипов (С.Мозякин, В.Антипин) 44:07 (5x4) — Д.Зарипов (С.Мозякин, Я.Коварж) |            | Судьи: Роман Гофман Алексей Раводин |
| |                                | |            | Судьи: Роман Гофман Алексей Раводин |
| |                                | |            | Судьи: Роман Гофман Алексей Раводин |
| |                                | |            | Судьи: Роман Гофман Алексей Раводин |
| 15 мин | Штраф                          | 19 мин |            | Судьи: Роман Гофман Алексей Раводин |
| |                                | |            |                                     |
| | 21                             | Броски | 22         |                                     |

 Ничья в серии 2-2 

### Игра №5
| 26 апреля 15:00 | Металлург Мг | 2:1 ОТ (0:0, 1:0, 0:1, 1:0) | Лев | «Арена-Металлург», Магнитогорск Зрителей: 7464 |

| Отчёт                                                                           | Отчёт       | Отчёт                                   | Отчёт     | Отчёт                                 |
| ------------------------------------------------------------------------------- | ----------- | --------------------------------------- | --------- | ------------------------------------- |
|                                                                                 |             |                                         |           |                                       |
|                                                                                 | В.Кошечкин  | Вратари                                 | П.Веханен | Судьи: Вячеслав Буланов Эдуард Одиньш |
|                                                                                 | Голы:       |                                         |           | Судьи: Вячеслав Буланов Эдуард Одиньш |
| С.Мозякин (Д.Зарипов, Я.Коварж) — 25:36 С.Мозякин (Д.Зарипов, Я.Коварж) — 68:43 | 1:0 1:1 2:1 | 42:54 — Д.Азеведо (П.Закриссон, М.Шевц) |           | Судьи: Вячеслав Буланов Эдуард Одиньш |
|                                                                                 |             |                                         |           | Судьи: Вячеслав Буланов Эдуард Одиньш |
|                                                                                 |             |                                         |           | Судьи: Вячеслав Буланов Эдуард Одиньш |
|                                                                                 |             |                                         |           | Судьи: Вячеслав Буланов Эдуард Одиньш |
| 0 мин                                                                           | Штраф       | 0 мин                                   |           | Судьи: Вячеслав Буланов Эдуард Одиньш |
|                                                                                 |             |                                         |           |                                       |
|                                                                                 | 25          | Броски                                  | 36        |                                       |

 Металлург лидирует 3-2 

### Игра №6
| 28 апреля 21:00 | Лев | 5:4 ОТ (2:1, 1:3, 1:0, 1:0) | Металлург Мг | «O2 Арена», Прага Зрителей: 16 894 |

| Отчёт | Отчёт                            | Отчёт | Отчёт      | Отчёт                            |
| --- | -------------------------------- | --- | ---------- | -------------------------------- |
| |                                  | |            |                                  |
| | П.Веханен                        | Вратари | В.Кошечкин | Судьи: Вячеслав Буланов Юри Рённ |
| | Голы:                            | |            | Судьи: Вячеслав Буланов Юри Рённ |
| Д.Азеведо (М.Шевц, О.Немец) — (5x4) 13:53 М.Шевц (О.Немец, Д.Азеведо) — (5x4) 19:09 Р.О'Бирн (М.Бирнер, М.Репик) — 27:58 М.Мяенпяя — 57:39 Н.Ойстрик (П.Закриссон) — 63:53 | 0:1 :1 2:1 2:2 2:3 :3 3:4 :4 5:4 | 09:47 — С.Мозякин (Д.Зарипов, Я.Коварж) 22:35 — М.Юньков (О.Осала, С.Терещенко) 24:55 — К.Ли 38:41 — Ф.Паре (С.Мозякин, М.Юньков) |            | Судьи: Вячеслав Буланов Юри Рённ |
| |                                  | |            | Судьи: Вячеслав Буланов Юри Рённ |
| |                                  | |            | Судьи: Вячеслав Буланов Юри Рённ |
| |                                  | |            | Судьи: Вячеслав Буланов Юри Рённ |
| 4 мин | Штраф                            | 4 мин |            | Судьи: Вячеслав Буланов Юри Рённ |
| |                                  | |            |                                  |
| | 32                               | Броски | 30         |                                  |

 Серия переходит в седьмой матч 

### Игра №7
| 30 апреля 17:00 | Металлург Мг | 7:4 (1:1, 3:1, 3:2) | Лев | «Арена-Металлург», Магнитогорск Зрителей: 7482 |

| Отчёт | Отчёт                                       | Отчёт | Отчёт     | Отчёт                                  |
| --- | ------------------------------------------- | --- | --------- | -------------------------------------- |
| |                                             | |           |                                        |
| | В.Кошечкин                                  | Вратари | П.Веханен | Судьи: Эдуард Одиньш Константин Оленин |
| | Голы:                                       | |           | Судьи: Эдуард Одиньш Константин Оленин |
| Ф.Паре (Я.Хабаров, М.Юньков) — 04:43 Е.Бирюков (В.Антипин, Д.Зарипов) — 23:32 Я.Косов (Е.Тимкин, Д.Казионов) — 36:56 Я.Коварж (В.Антипин, Д.Зарипов) — 37:37 С.Мозякин (Д.Зарипов, Я.Коварж) — 43:10 Д.Зарипов (Я.Коварж) — 52:25 М.Юньков (Ф.Паре, О.Осала) — 59:51 | 1:0 1:1 2:1 2:2 3:2 4:2 5:2 6:2 6:3 6:4 7:4 | 13:49 — Д.Улльстрём (М.Граньяни, Р.О'Бирн) 34:41 — Р.О'Бирн (П.Закриссон) 53:55 — М.Тёрнберг (П.Врана, О.Немец) 58:19 — Д.Азеведо (И.Новотны, О.Немец) |           | Судьи: Эдуард Одиньш Константин Оленин |
| |                                             | |           | Судьи: Эдуард Одиньш Константин Оленин |
| |                                             | |           | Судьи: Эдуард Одиньш Константин Оленин |
| |                                             | |           | Судьи: Эдуард Одиньш Константин Оленин |
| 0 мин | Штраф                                       | 32 мин |           | Судьи: Эдуард Одиньш Константин Оленин |
| |                                             | |           |                                        |
| | 23                                          | Броски | 47        |                                        |

 Металлург выиграл серию 4-3 

## Чемпион
| Обладатель Кубка Гагарина 2014 |
| ------------------------------ |
| Металлург Мг 1-й титул         |